# Cancer Research UK
Cancer Research UK (CRUK) ist eine britische Wohltätigkeitsorganisation mit Sitz in London, die die Krebsforschung unterstützt. Sie entstand am 4. Februar 2002 durch den Zusammenschluss von The Cancer Research Campaign (gegründet 1923) mit dem Imperial Cancer Research Fund (gegründet 1902). Mit einem Jahreserlös von über 650 Millionen Pfund, rund 4000 Angestellten sowie 40.000 regelmäßig ehrenamtlich Mitwirkenden ist sie die weltgrößte unabhängige Wohltätigkeitsorganisation auf ihrem Gebiet. Cancer Research UK ist eine der Gründer- und Trägerorganisationen von The Crick. Im Auftrag von CRUK wird das British Journal of Cancer herausgegeben.

## Stiftungszweck
Cancer Research UK betreibt Forschung mit eigenem Personal und vergibt Stipendien, führt Kampagnen zur Information über Krebserkrankungen und zur Krebsvorsorge durch und nimmt auch Einfluss auf die Gesundheitspolitik. Finanziert wird diese Tätigkeit hauptsächlich durch Spenden, daneben auch durch Erbschaften, Benefiz-Veranstaltungen, Verkaufserlöse von Waren eigener Läden, Sponsoring-Partnerschaften mit Unternehmen und mehr. Geleitet wird die Organisation von Michelle Mitchell (CEO), Charles Swanton (Chief Clinician) und Karen Vousden (Chief Scientist).